# Molophilus tjederi
Molophilus tjederi là một loài ruồi trong họ Limoniidae. Chúng phân bố ở miền Cổ bắc.